# V Cense
V Cense is een Belgisch bier van hoge gisting.
Het bier wordt gebrouwen in Brasserie de Jandrain-Jandrenouille te Jandrain-Jandrenouille, Waals-Brabant, het tweede bier van deze brouwerij. Het is een amberkleurig bier met een alcoholpercentage van 7,5%. Cense betekent ferm in het oud-Frans.